# Spaniens U19-herrlandslag i handboll
Spaniens U19-herrlandslag i handboll representerar Spanien i handboll vid U18-EM och U19-VM på herrsidan.